# Підопічна територія ООН Тихоокеанські острови

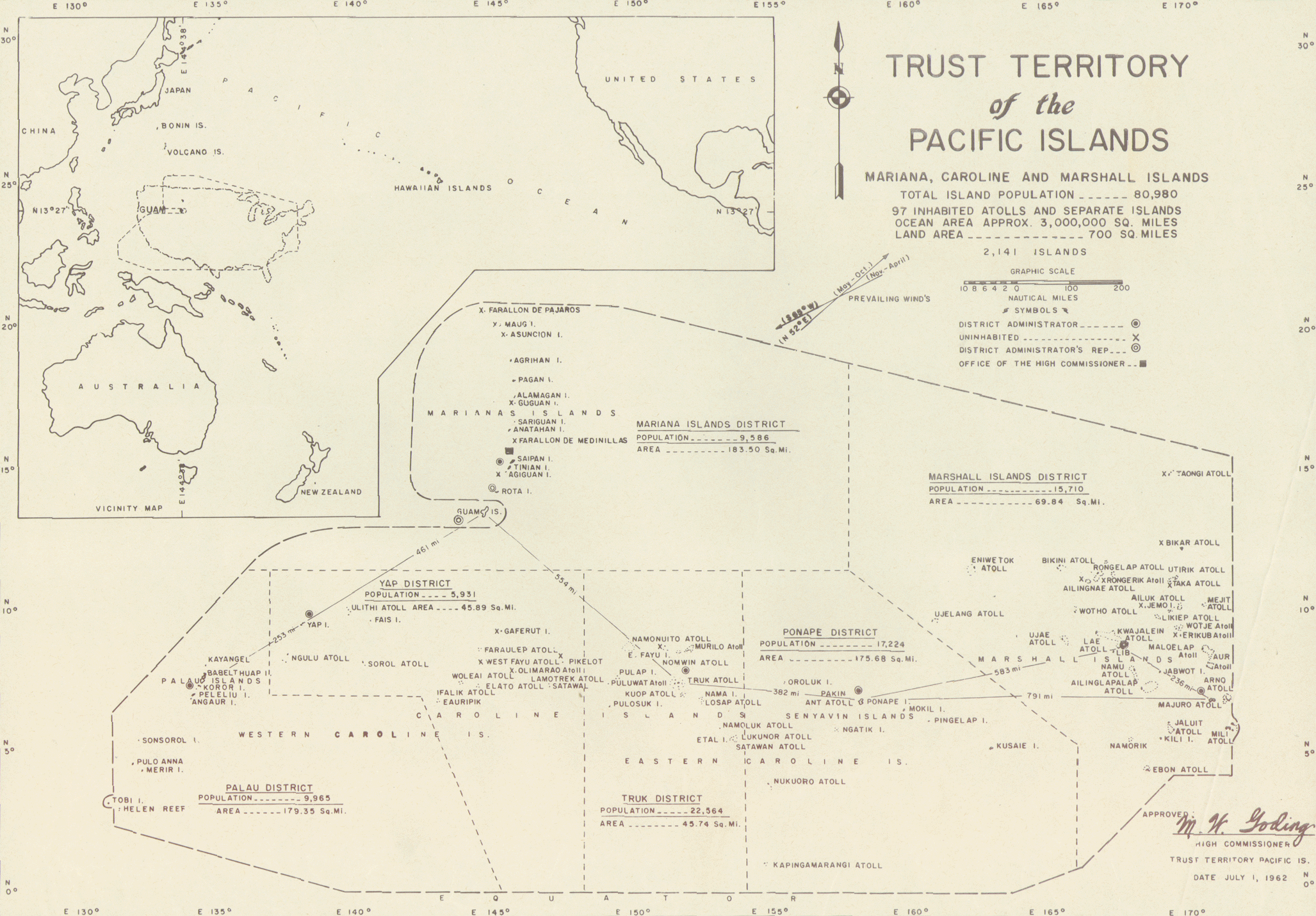
Мапа територій у 1961 році.

Підопічна територія ООН Тихоокеанські острови — у минулому підопічна територія ООН в Мікронезії, яка знаходилася під керуванням США з 18 липня 1947 року, і включала Південнотихоокеанську манданту територію Ліги Націй, котра перебував під керуванням Японської імперії до 1944 року. Адміністративним центром спершу було місто Гонолулу, потім Гуам і зрештою — Сайпан. В адміністративному відношенні територія ділилася на 6 округів: Маршаллові Острови, Понапе, Трук, Маріанські острови, Яп і Палау. Згодом до цього списку приєднався Косрае.
21 жовтня 1986 року з-під керування США вийшли Маршаллові Острови, а 3 листопада 1986 року Чуук, Яп, Косрае, Понпеї та Маріанські Острови. Формально, період опіки Чуук, Яп, Косрае, Понпеї, Маріанських островів та Маршаллових Островів закінчився 22 грудня 1990 року після рішення ООН. 25 травня 1994 року було припинено опіку над Палау, по досягненню домовленостей між США і Палау, за якими Палау ставала незалежною державою 1 жовтня 1994 року.
Підопічна територія Тихоокеанські острови була розділена на 4 території:
1. Республіка Маршаллові Острови;
2. Федеративні Штати Мікронезії;
3. Співдружність Північних Маріанських Островів;
4. Республіка Палау.

Усі ці країни перебували у вільній асоціації зі США, що означає повну самоврядність, окрім питань оборони, які перебувають у віданні США. Тільки Північні Маріанські Острови перебувають у співдружності зі США, а їх жителі є громадянами США.

## Період утворення незалежних держав
У 1978 році Палау почали заявляти про свою незалежність. У 1979 році Чуук, Яп, Косрае, Понпеї об'єдналися і утворили Федеративні Штати Мікронезії, при цьому Палау та Маршаллові Острови відмовилися до них доєднатися. 1 січня 1981 року було затвержено нову конституцію і Палау почала називатися республікою. У 1982 році держава підписала угоду про вільну асоціацію зі Сполученими Штатами. У цьому ж році Палау став одним із членів-засновників угоди з Науру щодо рибної ловлі тунця.
Після низки референдумів та поправок до конституції Палау, договір з США про вільну асоціацію був ратифікований у 1993 році та набув чинності 1 жовтня 1994 року. Згідно договору Палау було визначено де-юре незалежним, хоча він де-факто став незалежним з 25 травня 1994 року, після того як опіка закінчилася. Офіційні дипломатичні відносини з Філіппінами були відновлені в тому ж році. Палау також став членом Форуму тихоокеанських островів.